# Roeboides occidentalis
Roeboides occidentalis es una especie de peces de la familia Characidae en el orden de los Characiformes.

## Morfología
Los machos pueden llegar alcanzar los 13 cm de longitud total.

## Hábitat
Vive en zonas de clima tropical.

## Distribución geográfica
Se encuentra desde la vertiente pacífico de Panamá y Colombia hasta el norte del Ecuador.